# Željko Brkić
Željko Brkić, cyr. Жељко Бркић (ur. 9 lipca 1986 w Nowym Sadzie) – serbski piłkarz występujący na pozycji bramkarza.

## Kariera
Brkić jest wychowankiem Vojvodiny Nowy Sad. Do kadry pierwszego zespołu dołączył w 2006 roku. W Super liga Srbije zadebiutował 2 grudnia 2007 roku w meczu z Napredakiem Kruševac (1:0). W 2009 roku wystąpił na mistrzostwach Europy U-21, które były rozgrywane w Szwecji. 3 marca 2010 roku zadebiutował w seniorskiej reprezentacji Serbii w meczu z Algierią (3:0), który został rozegrany w Algierzeze. W lipcu 2011 roku odszedł z Vojvodiny do Udinese Calcio za kwotę 1,5 miliona euro, a miesiąc później włodarze jego nowego klubu wypożyczyli go do AC Siena na czas trwania sezonu 2011/2012. Jego pierwszym spotkaniem w ramach rozgrywek Serie A był mecz z Calcio Catania (0:0), który został rozegrany 11 września 2011 roku.
W październiku 2011 roku zainteresowanie pozyskaniem zawodnika wyraził Harry Redknapp, menedżer Tottenhamu Hotspur.